# Gérard Fenouil
Gérard Fenouil   (17è districte de París, 23 de juny de 1945 - Les Sables-d'Olonne, 8 d'octubre de 2023) va ser un atleta francès, especialista en curses de velocitat, que va competir durant les dècades de 1960 i 1970.
El 1968 va prendre part en els Jocs Olímpics d'Estiu de Ciutat de Mèxic, on va disputar dues proves del programa d'atletisme. Va guanyar la medalla de bronze en els 4×100 metres, formant equip amb Jocelyn Delecour, Claude Piquemal i Roger Bambuck, mentre en els 100 metres quedà eliminat en semifinals. Quatre anys més tard, als Jocs de Múnic, fou setè en els 4×100 metres.
En el seu palmarès també destaca una medalla d'or en els 4×100 metres del Campionat d'Europa d'atletisme de 1969 i dos campionats nacionals, el 1969 i el 1970, dels 200 metres.

## Millors marques
- 100 metres. 10.4" (1968)
- 200 metres. 20.5" (1970)[3]